# 柴田胜见
柴田胜见（日语：／ Shibata Katsumi，1909年—1942年8月8日），日本男子曲棍球运动员。他曾代表日本国家队参加1932年夏季奥林匹克运动会曲棍球比赛，获得一枚银牌。他于1942年在中国山东去世。